# Caloplaca cinnabarina
Caloplaca cinnabarina är en lavart som först beskrevs av Erik Acharius, och fick sitt nu gällande namn av Alexander Zahlbruckner. Caloplaca cinnabarina ingår i släktet orangelavar och familjen Teloschistaceae.   Inga underarter finns listade i Catalogue of Life.